# Kompozycja (muzyka)
Kompozycja (łac. compositio „połączenie, ułożenie”) – w muzyce ma trzy znaczenia:
- oryginalny utwór muzyczny
- budowa utworu muzycznego (zob. forma muzyczna)
- technika i proces tworzenia utworu

## Kompozycje muzyczne
Skomponowany utwór muzyczny istnieje w postaci odpowiedniego zapisu nutowego lub jako jednorazowe wydarzenie akustyczne (wykonane na żywo lub nagrane). Jeśli utwór muzyczny zostaje skomponowany przed jego wykonaniem (nie jest czystą improwizacją), może zostać wykonany z pamięci lub za pomocą nut, lub ich kombinacją. Strukturalne i ewentualne funkcjonalne elementy utworu muzycznego różnią się między ludźmi i kulturami.

## Komponowanie muzyki
W procesie powstawania utworu muzycznego, kompozycja obejmuje cały zakres wiedzy, wykonywanych czynności, oraz stosowanych technik pozwalających kompozytorowi go stworzyć.
Ważnymi, i zazwyczaj niezbędnymi elementami kompozycji jest określona notacja muzyczna, instrumentacja, orkiestracja. W nauce kompozycji muzycznej często wyróżnia się trzy główne działy w kontekście treści danego utworu: harmonia, melodia, rytm. Kompozytorzy mogą powiększać zasób środków o dodatkowe techniki, takie jak improwizacja, montaż muzyczny, preparacja instrumentów, używanie nietradycyjnych obiektów lub sposobów wydobywania dźwięku.